# 奧林匹克百年公園
奧林匹克百年公園（Centennial Olympic Park）是位於美國喬治亞州亞特蘭大市中心的一個公園，面積21-英畝（85,000-平方）。奧林匹克百年公園創建於1996年。現在奧林匹克百年公園在夏季舉辦流行音樂會，並在每年獨立日舉辦音樂會和焰火表演等活動。